# Marcelino, Pan y Vino
Marcelino, Pan y Vino este un film spaniol realizat de regizorul maghiar Ladislao Vajda în anul 1955. Filmul a fost bazat pe romanul lui José Maria Sanchez Silva.